# جيم كيس
جيم كيس (بالإنجليزية: Jim Case)‏ هو منتج أفلام أمريكي، ولد في 18 يونيو 1927، وتوفي في 19 مارس 2012.